# Christian Friedrich, baron Stockmar
Christian Friedrich Freiherr von Stockmar (22. srpna 1787 Coburg – 9. července 1863 Coburg) byl německý lékař a státník, který byl předním hráčem v záležitostech Spojeného království za vlády královny Viktorie.

## Původ a vzdělání
Narodil se v Coburgu jako Němec se švédskými předky. Vzděláním byl lékař a v roce 1816 se stal osobním lékařem prince Leopolda Sasko-Kobursko-Gothajského, manžela princezny Šarloty Hannoverské, jediného potomka britského krále Jiřího IV.

## Ve službách krále Leopolda
Princezna Šarlota zemřela v roce 1817 při porodu (tím Leopold ztratil postavení britského prince manžela) a Stockmar zůstal v Leopoldových službách jako jeho osobní sekretář, kontrolor domácnosti a politický rádce.
Říká se, byť bez skutečných důkazů, že jednou ze služeb, které poskytoval, bylo získat pro Leopolda milenku. Vůbec ho nepotěšilo, když se v roce 1828 milenkou jeho pána stala jedna z jeho sestřenic, Karolína „Lina“ Filipína Augusta Bauerová, herečka nápadně podobná princezně Šarlotě. Spolu s matkou byla převezena do Anglie, ale poměr netrval dlouho a ona se vrátila do Německa a do divadla. Po její smrti (a po smrti krále Leopolda i barona von Stockmara) vyšly její paměti, ve kterých tvrdila, že uzavřela s Leopoldem morganatické manželství a získala titul hraběnka z Montgomery. Nikdy neexistoval žádný důkaz o takovém manželství, které navíc syn zesnulého Dr. von Stockmara silně popřel.
V roce 1831 byl Leopold jmenován králem Belgičanů. Stockmar se usadil v Coburgu a nadále Leopoldovi radil. V roce 1837 jej Leopold poslal do Británie, aby radil mladé královně Viktorii; jedním z jeho prvních úkolů bylo seznámit královnu s tím, že Leopoldův synovec Albert by byl pro ni vhodným partnerem. Po sňatku Viktorie a Alberta se stal Stockmar jejich neoficiálním poradcem a rádcem ve vzdělávání jejich syna a dědice, budoucího krále Eduarda VII.; zasáhl také do několika krizí.
Stockmarovy paměti byly vydány jako Memoirs of Baron Stockmar.

## Vyslanec u německého parlamentu
V roce 1848 byl jmenován vyslancem Sasko-kobursko-gothajského vévodství u parlamentu Německého spolku.
Jeho důležitost v politických kruzích Spojeného království vedla k nevoli nad tím, co bylo považováno za Albertovu (a obecně německou) intervenci do záležitostí Spojeného království.
Stockmar byl povýšen na barona Saského království. Zemřel v rodném Coburgu 9. července 1863 ve věku 75 let.

## Manželství a potomci
V srpnu 1821 se čtyřiatřicetiletý Stockmar oženil s o třináct let mladší Fanny Sommerovou (1800–1868), se kterou měl tři děti:
- Ernst Alfred Christian von Stockmar (1823–1886)
- Marie von Stockmar (1827–1856)
- Carl August von Stockmar (1836–1909)

## Populární kultura
V britském historickém filmu Victoria the Great (1937) barona von Stockmar ztvárnil herec Paul Leyssac.
V britském televizním drama seriálu Edward the Seventh (1975) jej ztvárnil irský herec Noel Willman.
V britsko-americkém televizním seriálu Victoria & Albert (2001) barona ztvárnil anglický herec David Suchet.
V britsko-americkém filmu The Young Queen (2009) Stockmara ztvárnil dánský herec Jesper Christensen.